# 小行星6650
小行星6650（英語：6650 Morimoto）是一颗围绕太阳公转的小行星。1991年9月7日，圓舘金、渡邊和郎在北见发现了此天体。
这颗小行星的绝对星等为92.01455等。